# Mérélessart

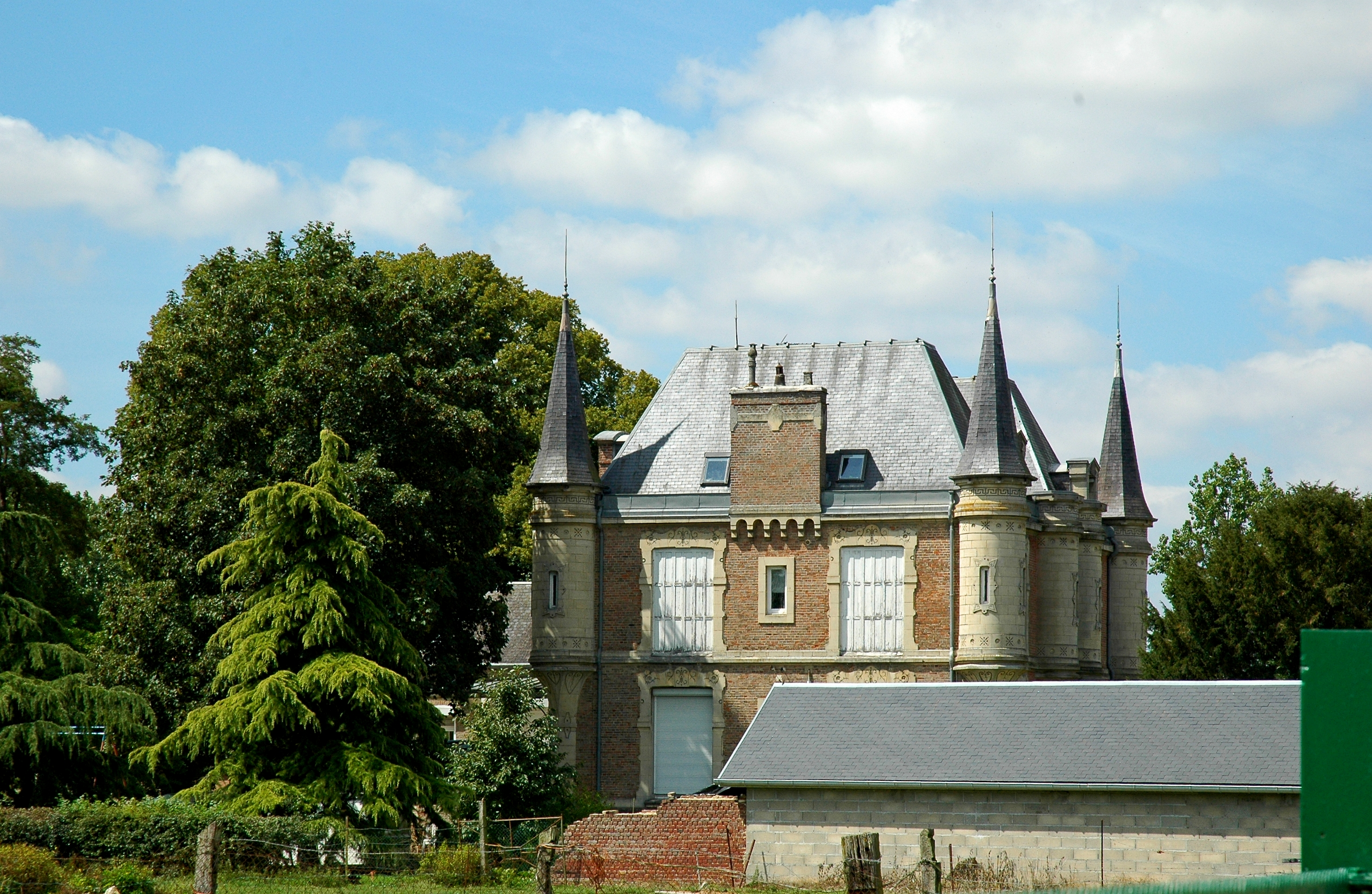
Landhuis

Mérélessart is een gemeente in het Franse departement Somme (regio Hauts-de-France) en telt 184 inwoners (1999). De plaats maakt deel uit van het arrondissement Abbeville.

## Geografie
De oppervlakte van Mérélessart bedraagt 3,7 km², de bevolkingsdichtheid is 49,7 inwoners per km².
De onderstaande kaart toont de ligging van Mérélessart met de belangrijkste infrastructuur en aangrenzende gemeenten.

## Demografie
Onderstaande figuur toont het verloop van het inwonertal (bron: INSEE-tellingen).